# George Browne Post

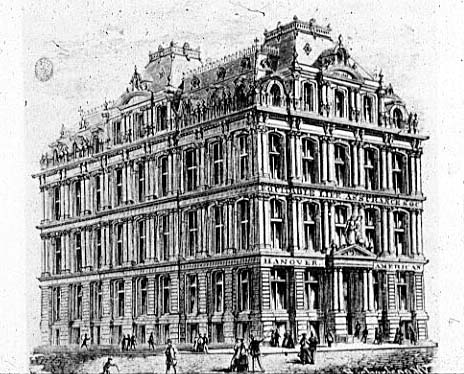
Equitable Life Assurance Building, 1868–70: the exterior cladding and decorative features suggest three to four floors, when in fact there were eight floors

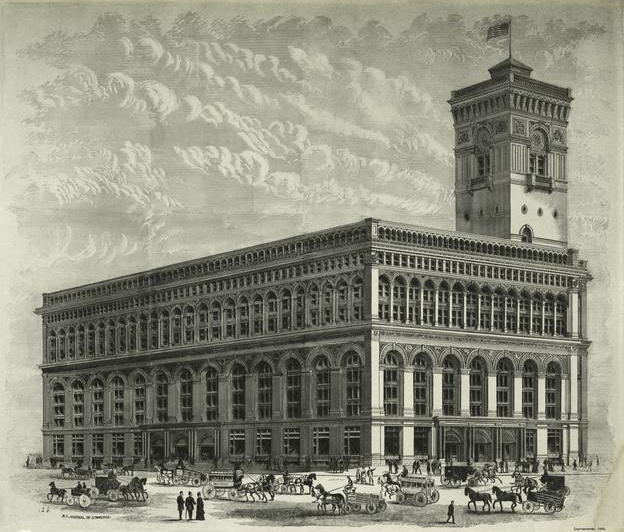
New York Produce Exchange (1883)

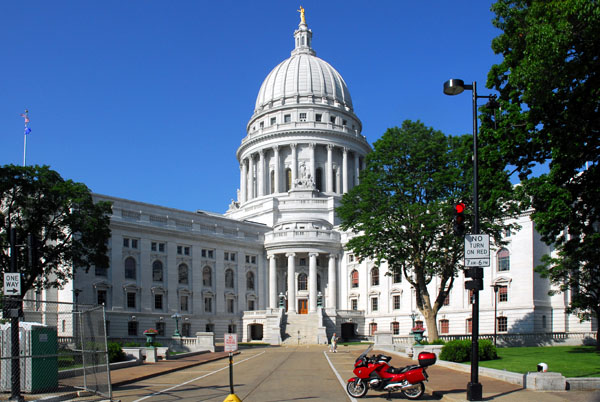
Wisconsin State Capitol, Madison, Wisconsin

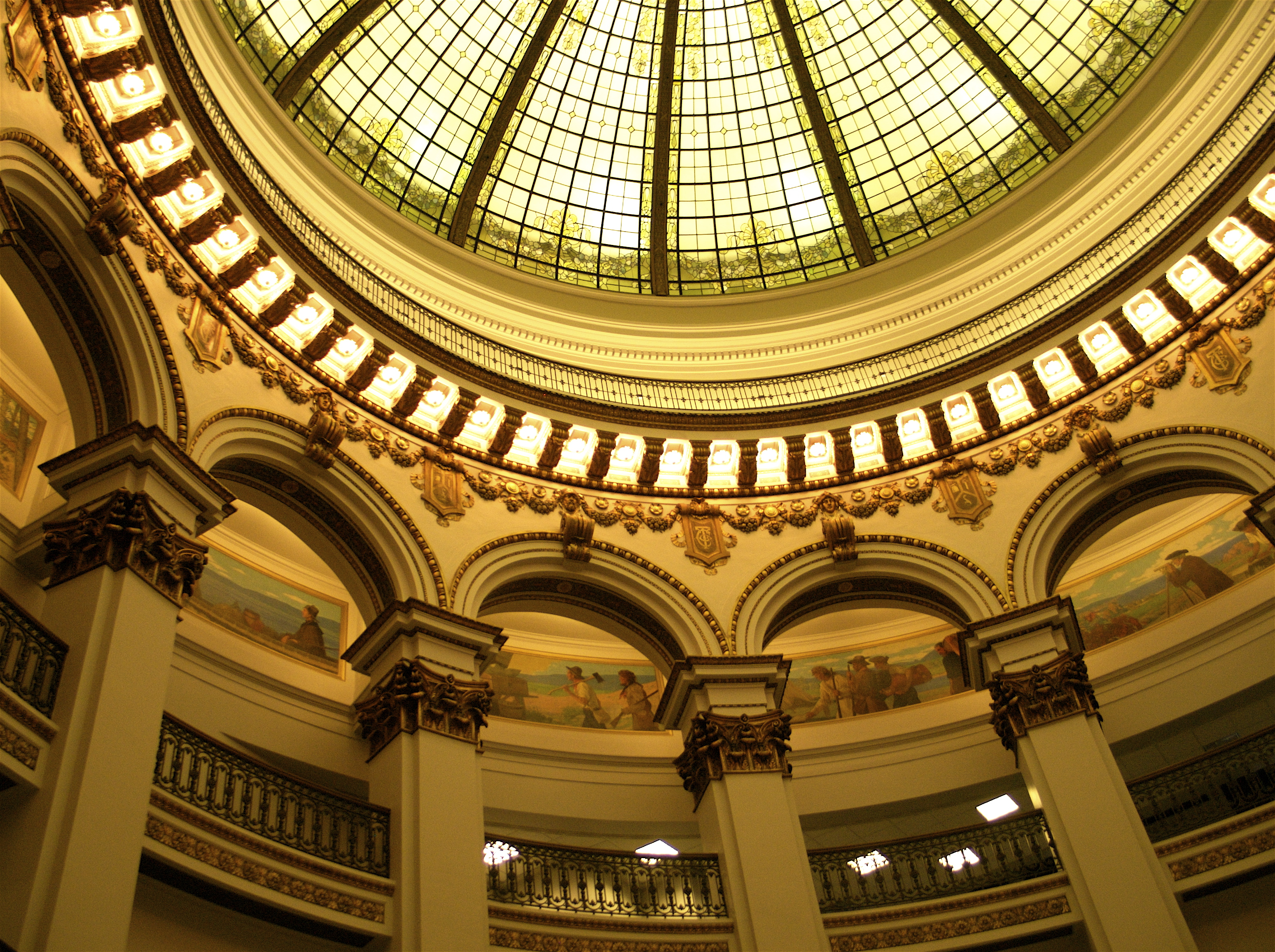
Interior of the Cleveland Trust Rotunda in Cleveland, Ohio

George Browne Post (Manhattan, 15 de dezembro de 1837 – Bernardsville, 28 de novembro de 1913) foi um arquiteto estadunidense treinado em Beaux-Arts.